# Kadmosz
Kadmosz (görög betűkkel Κάδμος) görög mitológiai alak, Agénór és Télephassza fia, Európé testvére.

## Legendája
Amikor Zeusz elrabolta nővérét Európét, anyjával és fivéreivel elindult felkutatására. Keresés közben eljutott Théra szigetére (mai nevén Szantorini), ahol templomot alapított és megtanította a szigetlakókat az írás művészetére. Az út során Kadmosz anyja Trákiában meghalt és fivérei visszafordultak. Ezután Delphoiban azt a tanácsot kapta, hogy ne keresse Europét, hanem kövessen egy tehenet és alapítson várost ott, ahova a tehén vezeti. Így került Boiótiába, ahol megölt egy sárkányt, és Athéné tanácsára elvetette a sárkányfogakat. A sárkányfogakból harcosok keltek ki, akik elpusztították egymást, csak öt maradt közülük életben. Az öt harcos és Kadmosz együtt alapították meg Kadmosz városát, amely később a Thébai nevet kapta. Mivel a sárkány Arészé volt, Kadmosznak nyolc évig kellett szolgálnia az istent. Utána Arész feleségül adta hozzá lányát, Harmoniát.

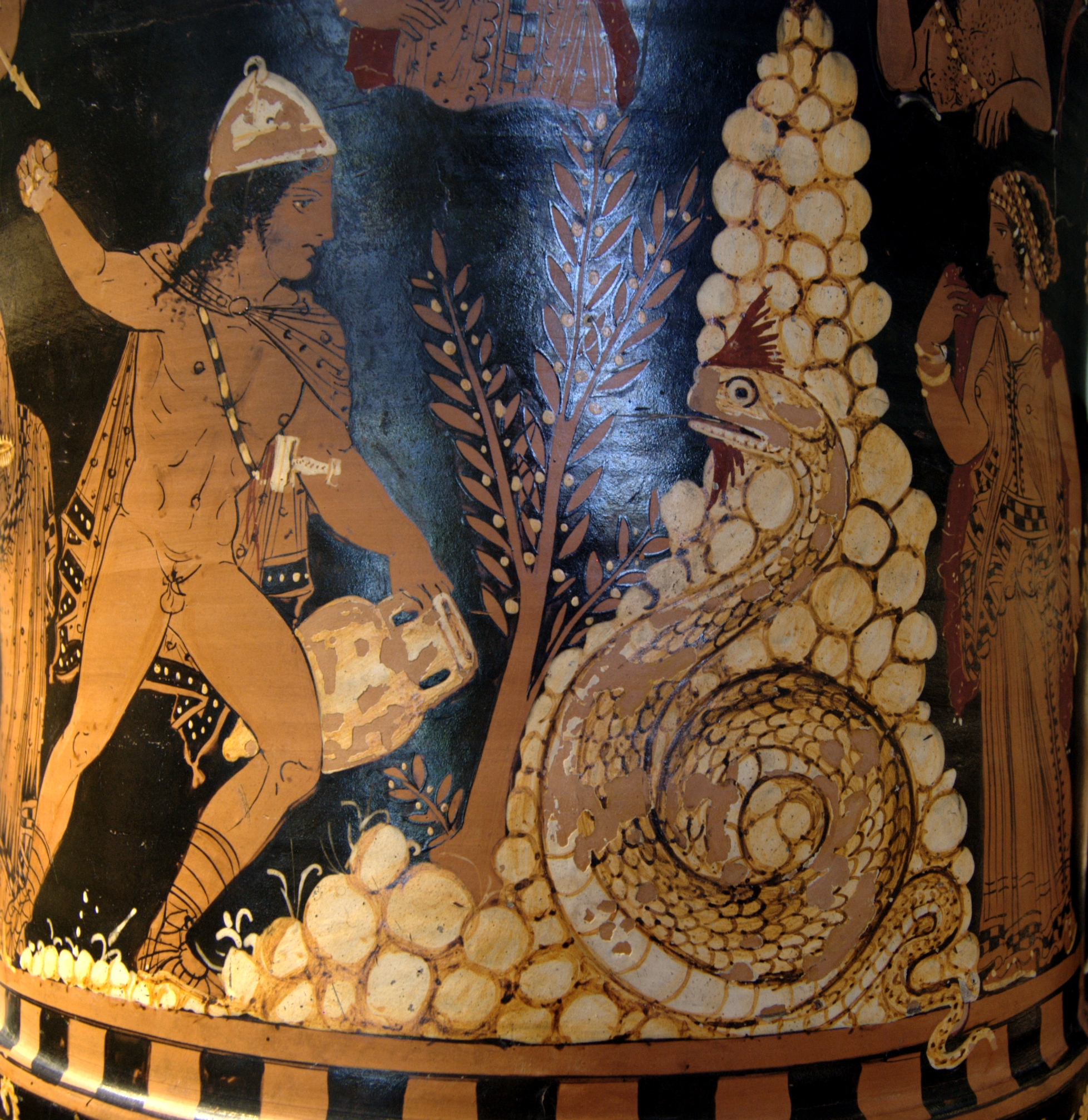
Kadmosz megöli a sárkányt, Louvre

A lakodalmon az istenek is részt vettek, és ajándékokkal halmozták el a házaspárt. 
A frigyből egy fia (Polüdórosz) és négy lánya (Inó, Agaué, Szemelé és Autonoé) született. Öregkorában Kadmosz a trónt unokájának, Pentheusznak engedte át.
Amikor ezt a saját anyja megölte egy másik unoka, Dionüszosz felbujtására, Kadmosz feleségével együtt Épeiroszba költözött. Az egyik monda szerint itt Kadmosz legyőzte a támadó illíreket, s e föld uralkodója lett. Ovidius viszont úgy tudja, hogy ő is és Harmonia is kígyóvá lett, és így élnek az elüszioni mezőkön (a paradicsomban).
 (1573-1617)

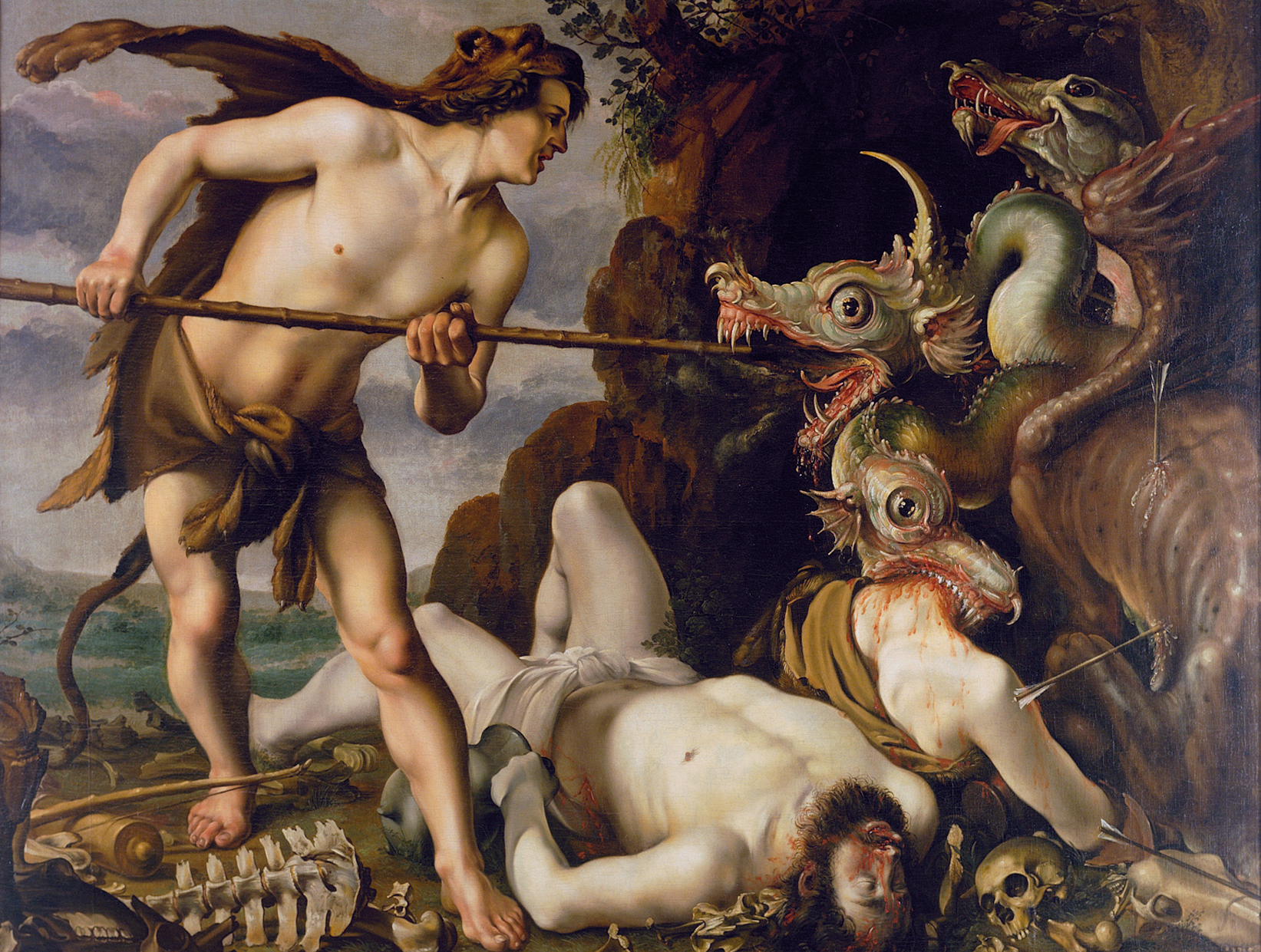
Hendrick Goltzius: Kadmosz megöli a sárkányt

A keletről jött Kadmosz mítoszában annak emlékezete rejlik, hogy a föníciai műveltség és mesterségek számos eleme származott át Hellasz földjére, feltehetőleg kisebb népcsoportjaik megtelepedése útján. Kadmosz és Harmonia lakodalma hasonlít Péleusz és Thetisz menyegzőjére, Kadmosz kígyóvá válása viszont Erikhtoniosz és Kekropsz kígyó-voltára utal. Mindez alighanem azt jelzi, hogy az idegenek alapította Thébai egyenrangú lett a többi fontos görög várossal. Kadmosz fontos szereplője Euripidész Bakkháns nők c. tragédiájának: inti a gőgös Pentheuszt, hogy ne szegüljön szembe az istenséggel, okuljon unokafivére, Aktaión vesztén; később pedig ő döbbenti rá boldogtalan lányát, Agauét, hogy a Dionüszosztól rábocsátott tébolyban saját fiát ölte meg. Az ókori vázaképek Kadmosz történetéből elsősorban a kígyóölés és a lakodalom epizódját ábrázolták; Lully operát írt Kadmosz és Harmonia címmel.